# Omoconazole
Omoconazole là thuốc chống nấm azole.
Omonocazole không có sẵn ở Hoa Kỳ và Canada. Ở các nước khác, nó được sử dụng để điều trị candida da, bệnh nấm da, ben ben.